# Българска граматика (Неофит Рилски)
„Българска граматика“ („Болгарска грамматiка“) е първата граматика на българския език, издадена от видния възрожденец Неофит Рилски през 1835 г. в Крагуевац, столица на Княжество Сърбия.
През 1835 г. в Габрово е открито Габровското народно взаимно училище, станало основно българско културно-просветно средище. В училището преподава Неофит Рилски, изучавал в Букурещ взаимоучителния метод. Той превежда на български таблиците, по които се води обучението, подготвя и първите учебници и по-специално своята „Българска граматика“, за да може да унифицира и систематизира новобългарския език. В предговора, озаглваен „Филологическо предуведомление“, той показва необходимостта от създаване на единен български книжовен език:
| „ | Явно е прочее всякому, защо е потребна една обща грамматика за сичката Болгария, по която требува сички да последуват своите списания... | “ |

В граматиката си Неофит Рилски отразява езиковата действителност в българските земи: въвежда кратките местоимения „ме“, „те“ и „се“, налага пълна употреба на членни форми и призовава към умерено използване на чужди думи. Накрая на граматиката има кратък речник на турцизми и гърцизми с техните „русийски“ и „славенски“ съответствия.